# Jaume Carner i Suñol
Jaume Carner i Suñol (Barcelona, 1925-7 de setembre de 1992) fou un financer català, net de Jaume Carner i Romeu i d'Ildefons Sunyol i Casanovas, i cosí germà de Joan Reventós i Carner. Fou amic d'infantesa de Raimon Carrasco i Azemar i es casà amb María Lourdes Cabana, germana de Francesc Cabana i Vancells. També fou vocal del Cercle d'Economia el 1972-1974 i membre de la Societat Catalana d'Economia, filial de l'IEC Políticament, participà en la fundació el 1975 del Club Catalònia, però el 1976 es passà a UDC
Amb Jordi Pujol i Francesc Cabana participà en la fundació de Banca Catalana, de la que n'ocupà la presidència del Consell d'Administració entre 1959 i 1978, any en què fou substituït per Raimon Carrasco. El 1984 fou encausat amb 25 directius més de la Banca, el conegut com a Cas Banca Catalana, on fou acusat dels presumptes delictes d'apropiació indeguda, falsedat de document públic i mercantil i maquinació per alterar el preu de les coses. El març de 1990 l'Audiència de Barcelona va decretar el sobreseïment definitiu del sumari contra els antics consellers en no trobar indicis suficients de delicte, malgrat considerar que van poder dur a terme una gestió imprudent i fins i tot desastrosa.'.
També va ser conseller de la Compañía de Industrias Agrícolas, que el 1989 es fusionà amb Ebro Agrícolas, dins l'òrbita de KIO, i va ocupar llocs destacats en altres grans empreses, comLitho Formas Españolas, SA, artera, SA i Carburos Metálicos, representant els interessos del seu nucli familiar. Fou condecorat per François Mittérrand per haver fet una donació a la Sorbonne.